# Shinjuku-sanchōme (metropolitana di Tokyo)
Shinjuku-sanchōme (新宿三丁目駅?, Shinjuku-sanchōme-eki) è una stazione n 3 della metropolitana di Tokyo che si trova a Shinjuku. La stazione è servita da due linee della Tokyo Metro da una della Toei Metro.

## Stazione Tokyo Metro
In questa stazione si incrociano due linee della Tokyo Metro. 
La stazione della linea Marunouchi è costituita da una banchina centrale a isola con due binari al primo piano sotterraneo, mentre lo stesso vale per la linea Fukutoshin, che si trova a un livello più profondo.
| 1 | Linea Marunouchi | per Shinjuku, Ogikubo e Hōnanchō                                           |
| 2 | Linea Marunouchi | per Ginza, Ōtemachi e Ikebukuro                                            |
| 3 | Linea Fukutoshin | per Meiji-Jingūmae, Shibuya, Musashi-Kosugi, Yokohama e Motomachi-Chūkagai |
| 4 | Linea Fukutoshin | per Ikebukuro, Kotake-Mukaihara, Wakōshi, Shinrinkōen e Hannō              |

## Stazione Toei
La linea Shinjuku della Toei è costituita da una banchina centrale a isola con due binari al terzo piano sotterraneo.
| 1 | Linea Shinjuku | per Shinjuku, Sasazuka e Keiō Hachiōji            |
| 2 | Linea Shinjuku | per Jimbōchō, Bakuro-yokoyama, Ōjima e Motoyawata |